# Семёнова, Юлия Семёновна
Юли́я Семё́новна Семё́нова ― советская бурятская балерина, Заслуженная артистка Бурятской АССР (1954), Заслуженная артистка РСФСР (1957), солистка Бурятского государственного музыкально-драматического театра.

## Биография
Родилась 21 марта 1928 года в посёлке Заиграево, Заиграевский район, Бурят-Монгольская АССР в семье семейского крестьянина.
В 1939 году в возрасте одиннадцати лет пришла в балетный кружок Улан-Удэнского Дома пионеров, где балетные уроки вёл балетмейстер Михаил Арсеньев. В 1942 году одарённая, необычайно старательная и трудолюбивая, в 14 лет Юлия Семёнова была принята в балетную труппу Бурятского музыкально-драматического театра.
Артисты изучали и совершенствовали классический танец, ускоренно проходили программу семилетней балетной школы под руководством главного балетмейстера театра Михаила Арсеньева. Юлия Семёнова была среди тех, кто наиболее успешно овладевал техникой классического и характерного танцев.
В 1943 году в балете «Бахчисарайский фонтан» Бориса Асафьева она исполнила партию Марии во втором составе. Однако энергичная и темпераментная Зарема была ей ближе по характеру дарования, и уже в 1944 году Юлия танцует Зарему. Эту партию одна из ведущих солисток бурятского балета Семёнова будет исполнять в течение двух десятилетий.
В репертуаре Юлии Семёновой были также такие партии, как: Одетта-Одиллия в «Лебедином озере» Петра Ильича Чайковского, Лауренсия в одноимённом балете А. Крейна, Гудула в «Эсмеральде» Цезаря Пуни и С. Василенко, Горхон Ручейковна в «Красавице Ангаре» Льва Книппера и Бау Ямпилова, Гэрэл в балете Жигжита Батуева и Бориса Майзеля «Во имя любви», Мать в балете «Цветы жизни» Ж. Батуева, Фея Карабос в «Щелкунчике» П. Чайковского, Старшая сваха в балете Фарида Яруллина «Шурале» и другие.
Приняла участие во Второй декаде бурятской литературы и искусства в Москве в 1959 году, Юлия Семёнова исполняла танец Чаги в «Половецких плясках» в опере «Князь Игорь» Александра Бородина.
Вместе с театром побывала с гастролями во многих городах Советского Союза, а также в Монголии. В 1964 году Юлия Семёнова оставила сцену начала преподавать в Восточно-Сибирском государственном институте культуры (ныне ВСГАКИ).
За большой вклад в развитие российского балетного искусства Юлия Семёновна Семёнова была удостоена почётных званий «Заслуженная артистка Бурятской АССР» в 1954 и «Заслуженная артистка РСФСР» в 1957 году.